# Critérium du Dauphiné libéré 1961
La 15e édition du Critérium du Dauphiné libéré a eu lieu du 29 mai au 4 juin 1961. Elle a été remportée par le Britannique Brian Robinson. Il devance au classement général Raymond Mastrotto et François Mahé.

## Les étapes
| Étape      | Date   | Villes étapes                               | type                         | Distance (km) | Vainqueur d'étape   | Leader du classement général |
| ---------- | ------ | ------------------------------------------- | ---------------------------- | ------------- | ------------------- | ---------------------------- |
| 1re étape  | 29 mai | Avignon – Vals-les-Bains                    |                              | 213           | André Darrigade     | André Darrigade              |
| 2e a étape | 30 mai | Vals-les-Bains – Valence                    |                              | 161           | Jean Graczyk        |                              |
| 2e b étape | 30 mai | Valence – Romans-sur-Isère                  | contre-la-montre par équipes | 37,2          | Rapha-Gitane-Dunlop | Rolf Wolfshohl               |
| 3e étape   | 31 mai | Romans-sur-Isère – Villefranche-sur-Saône   |                              | 233           | Brian Robinson      | Brian Robinson               |
| 4e étape   | 1 juin | Châtillon-sur-Chalaronne – Thonon-les-Bains |                              | 226           | Jean-Baptiste Claes | Brian Robinson               |
| 5e étape   | 2 juin | Thonon-les-Bains – Chambéry                 |                              | 206           | François Mahé       | Brian Robinson               |
| 6e étape   | 3 juin | Chambéry – Briançon                         |                              | 210           | Fernando Manzaneque | Brian Robinson               |
| 7e étape   | 4 juin | Briançon – Grenoble                         |                              | 214           | Henri De Wolf       | Brian Robinson               |

## Classement général final
| Rang | Vainqueur           | Équipe                |    | Temps           |
| ---- | ------------------- | --------------------- | -- | --------------- |
| 1er  | Brian Robinson      | Rapha-Gitane-Dunlop   | en | 41 h 8 min 34 s |
| 2e   | Raymond Mastrotto   | Rapha-Gitane-Dunlop   | +  | 6 min 12 s      |
| 3e   | François Mahé       | Alcyon-Leroux         |    | 7 min 11 s      |
| 4e   | Rolf Wolfshohl      | Rapha-Gitane-Dunlop   |    | 7 min 30 s      |
| 5e   | Gérard Thiélin      | Rapha-Gitane-Dunlop   |    | 9 min 29 s      |
| 6e   | Emmanuel Busto      | Peugeot-BP-Dunlop     |    | 10 min 36 s     |
| 7e   | Fernando Manzaneque | Licor 43              |    | 10 min 55 s     |
| 8e   | René Privat         | Mercier-BP-Hutchinson |    | 11 min 17 s     |
| 9e   | Pierre Ruby         | Peugeot-BP-Dunlop     |    | 11 min 44 s     |
| 10e  | Antonio Karmany     | KAS-Royal-Asport      |    | 12 min 29 s     |